# Planes (Alicante)
Planes ist eine Gemeinde im Südosten von Spanien in der Provinz Alicante in der Valencianischen Gemeinschaft. 2024 hatte die Gemeinde 696 Einwohner. Die Gemeinde besteht aus den Ortschaften Margarida, Benialfaquí und Catamarruch.

## Geografie
Planes liegt etwa 50 Kilometer nordnordöstlich von Alicante in einer Höhe von ca. 470 m. Im Norden der Gemeinde liegt der Stausee Embassament de Beniarrés.

## Demografie
| 1900 | 1930 | 1950 | 1970 | 1981 | 1991 | 2001 | 2011 | 2021 |
| ---- | ---- | ---- | ---- | ---- | ---- | ---- | ---- | ---- |
| 1682 | 1632 | 1428 | 1087 | 968  | 769  | 787  | 814  | 697  |

## Sehenswürdigkeiten
- archäologische Fundstellen

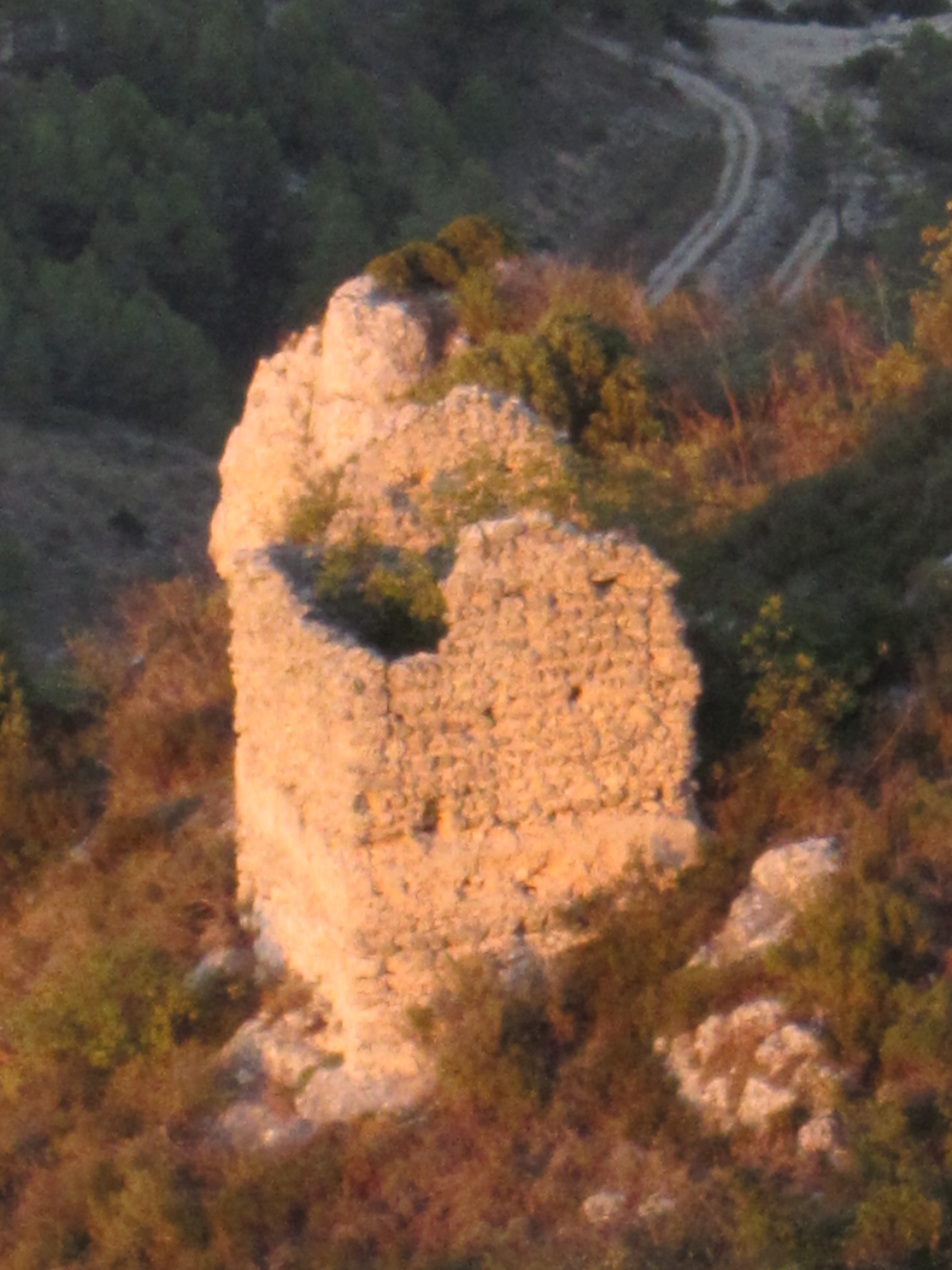
Burgruine von Planes
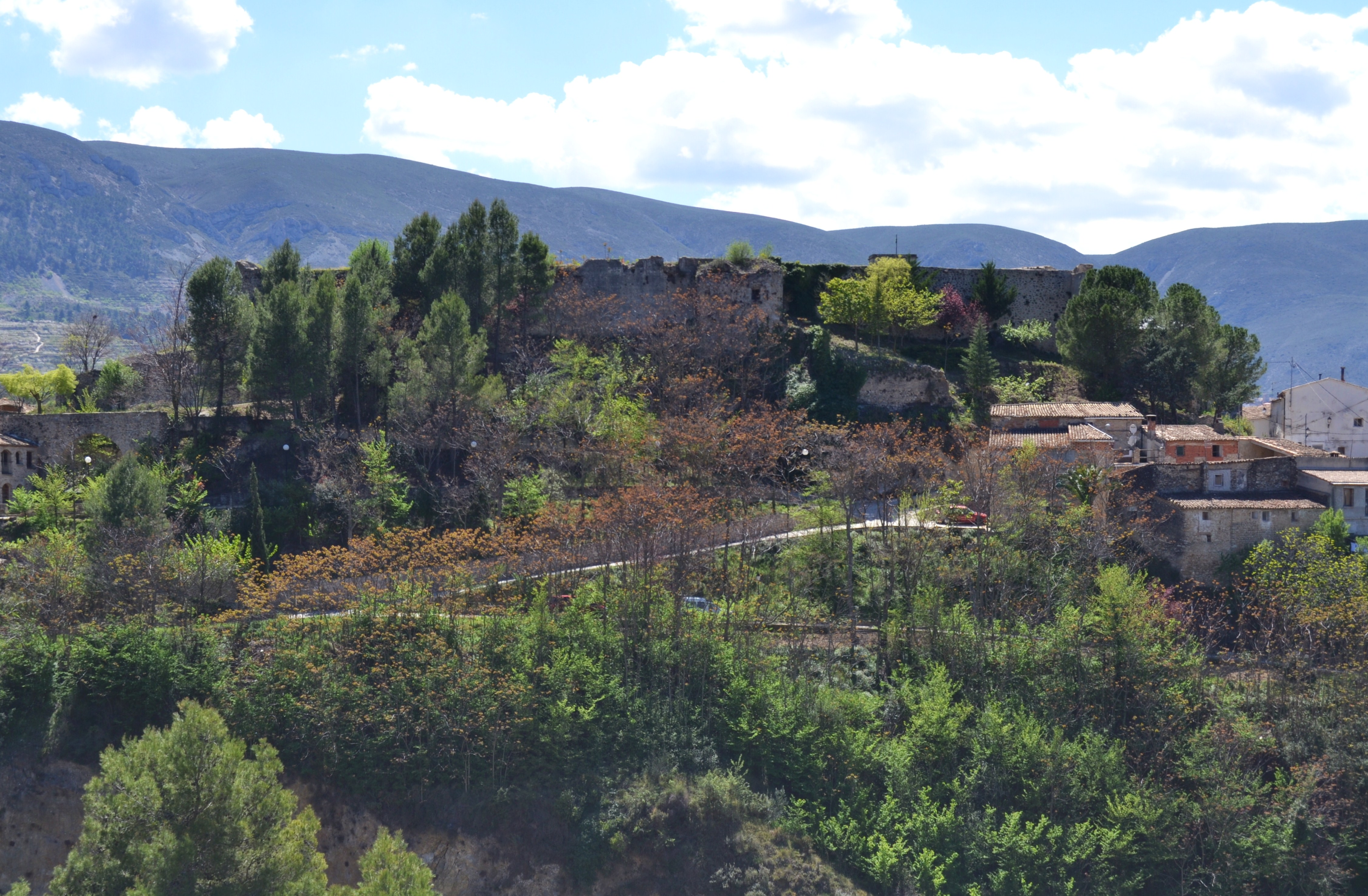
Burgruine von Margarida
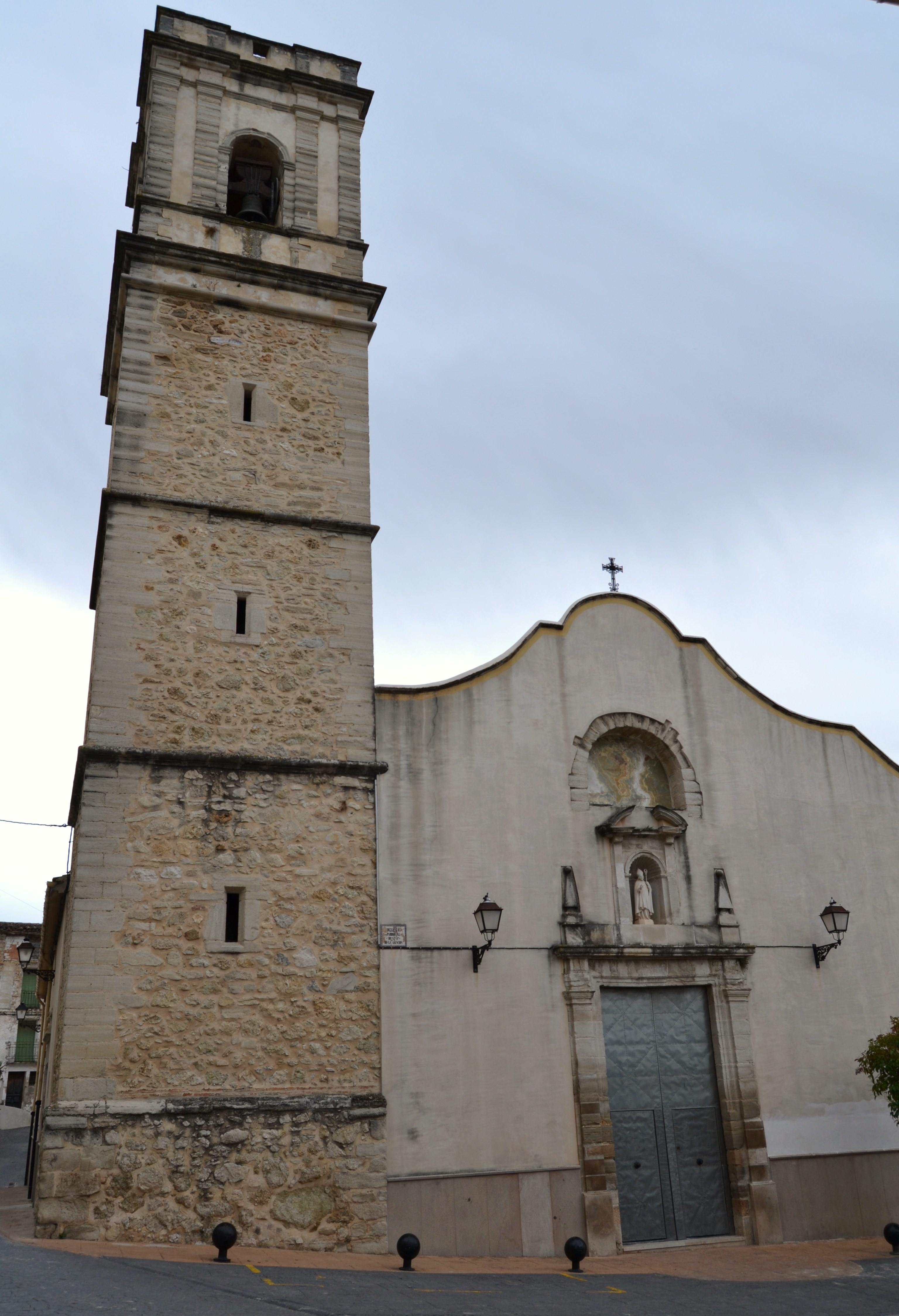
Kirche Mariä Himmelfahrt in Planes
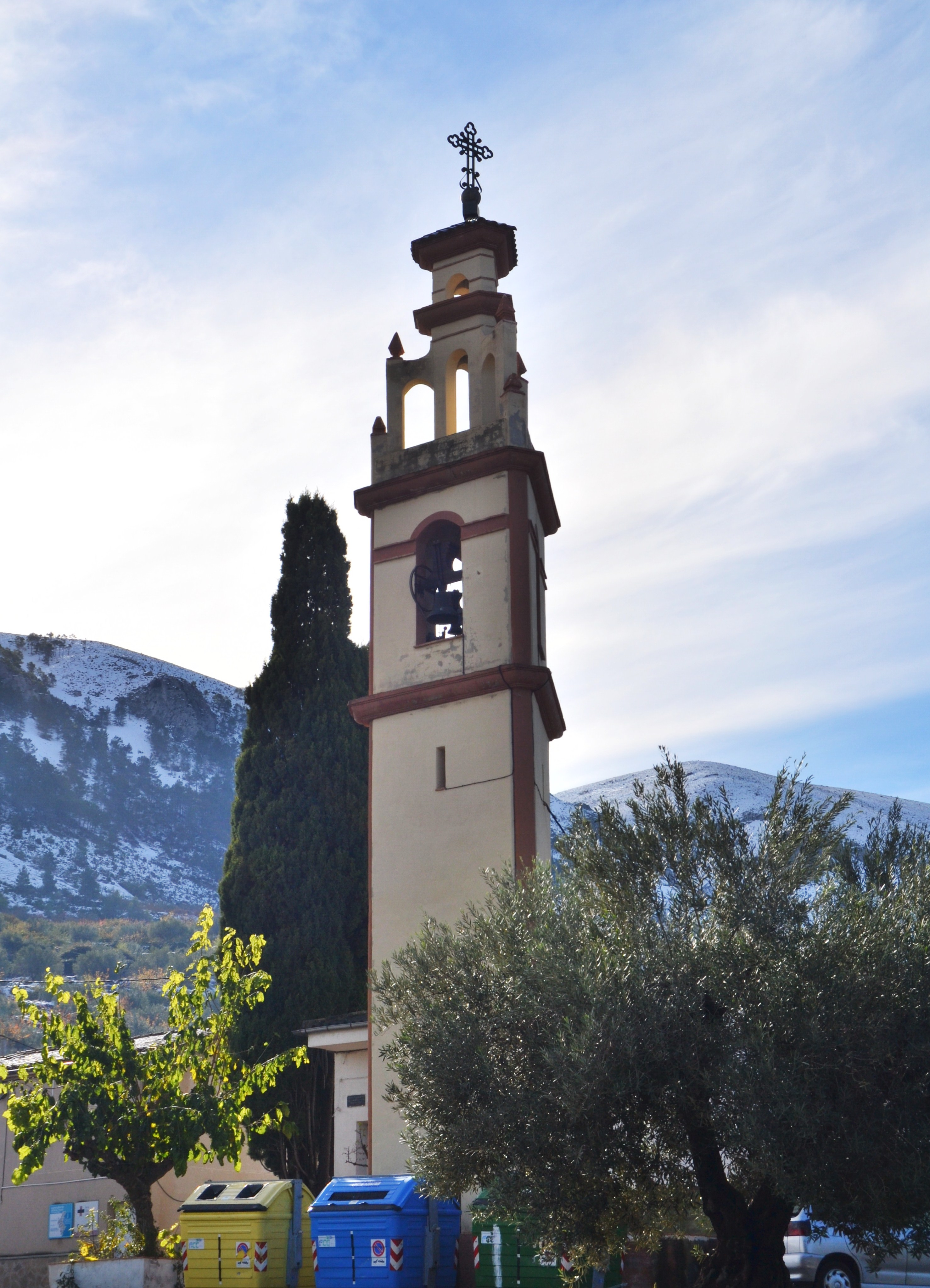
Johannes-der-Täufer-Kirche in Benialfaquí
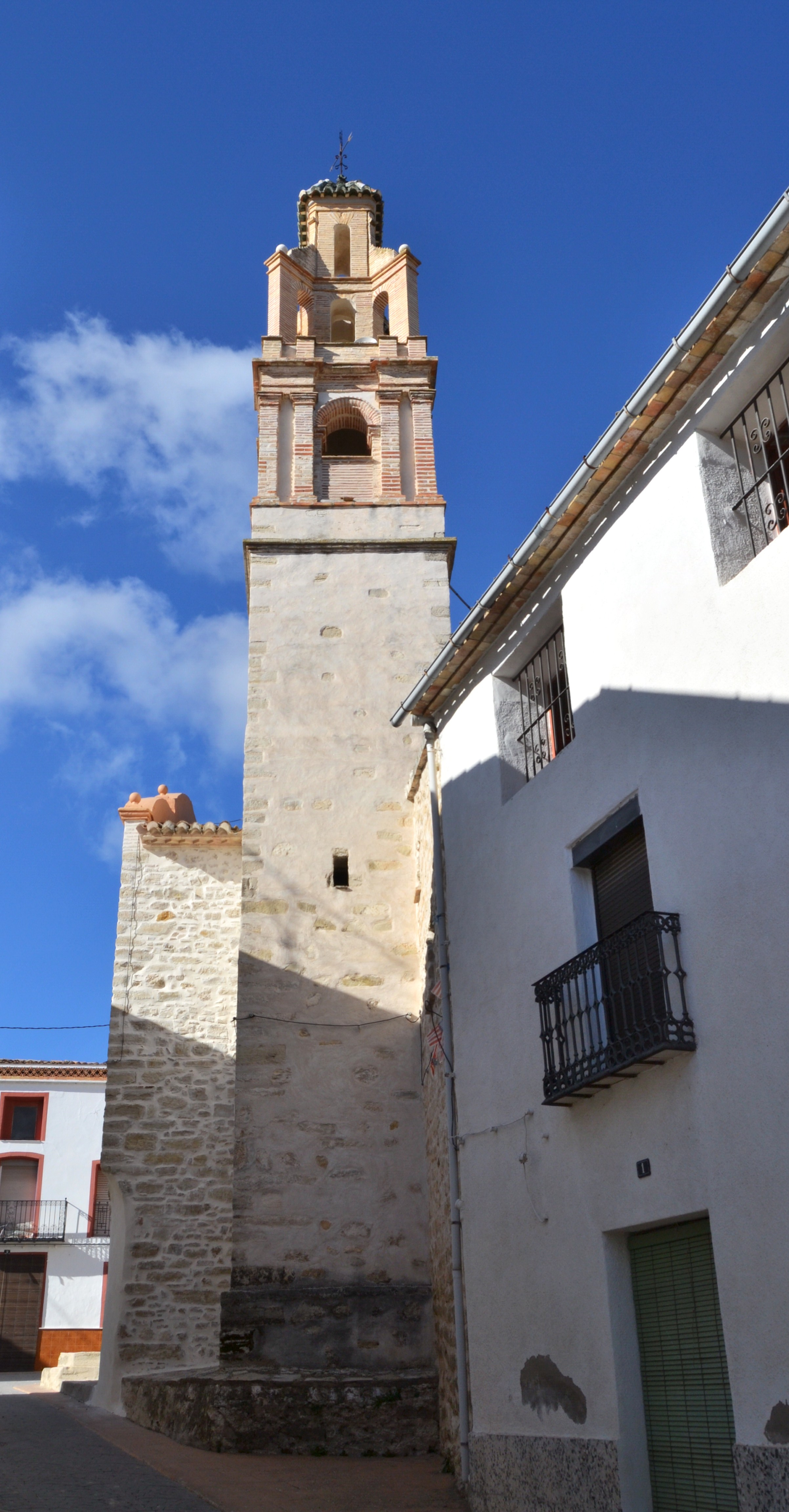
Franziskuskirche
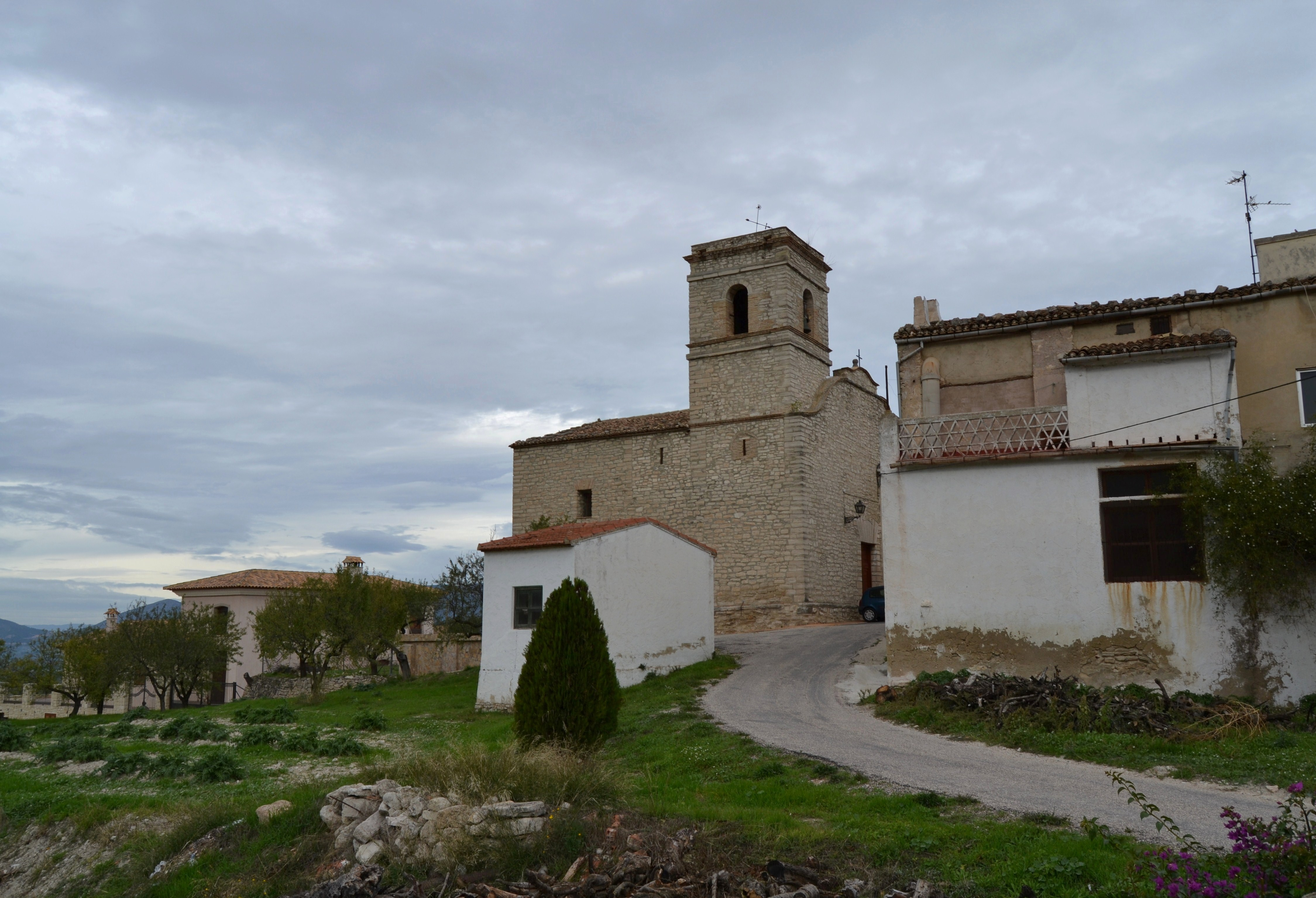
Josephskirche

- Franziskuskirche in Margarida
- Josephskirche in Catamarruc
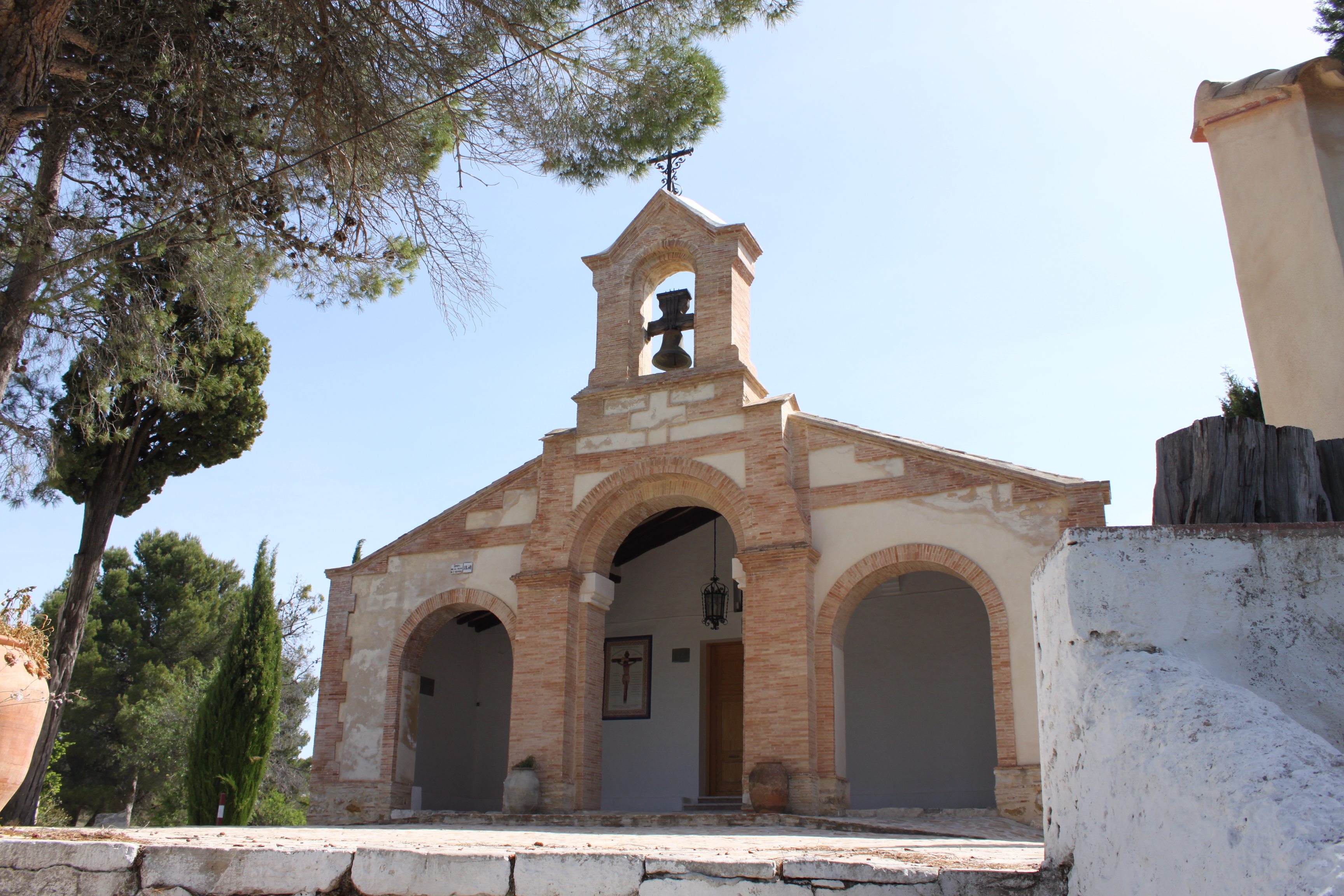
Christuskapelle
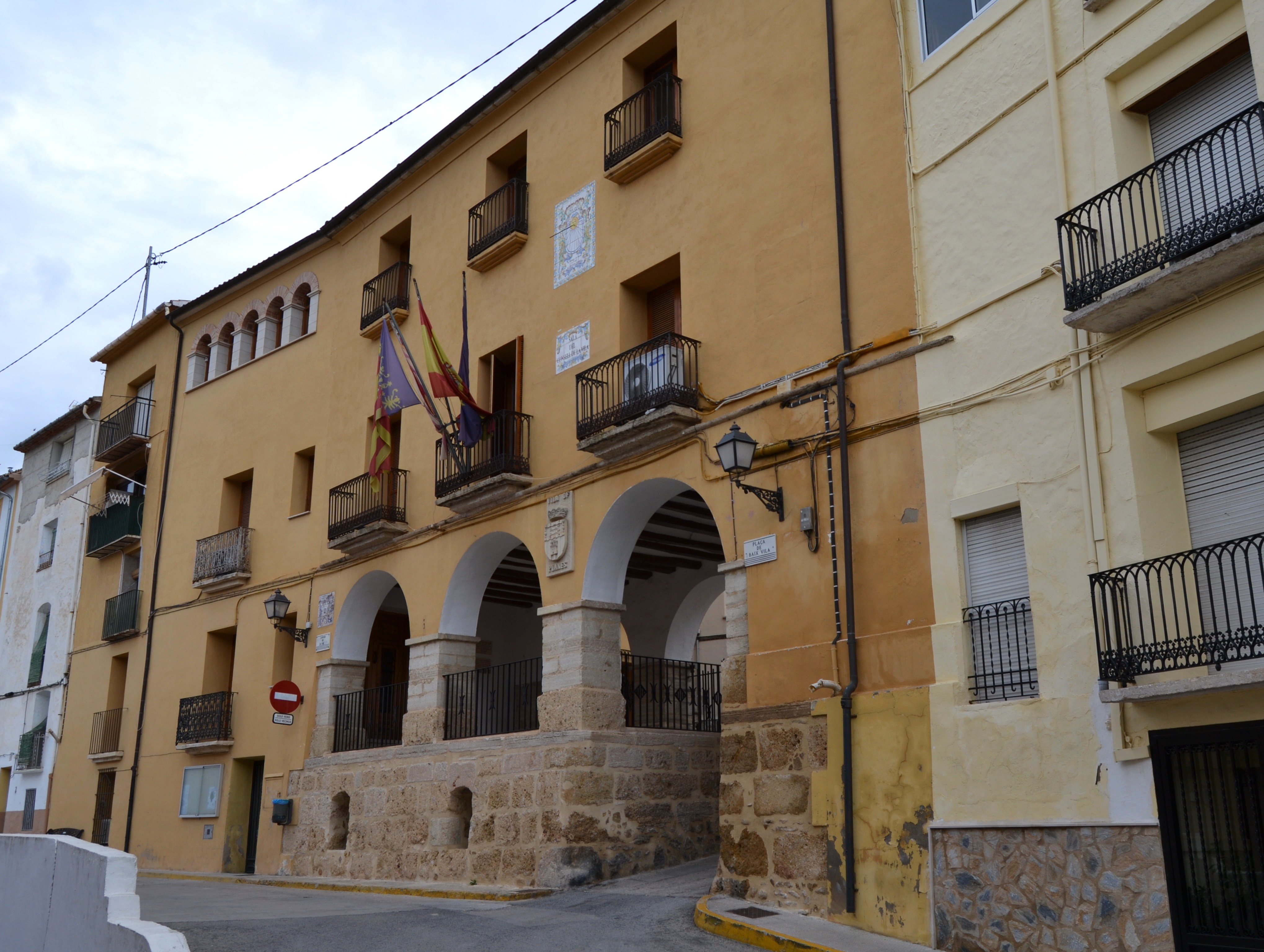
Marienkapelle

- Burgruine von Margarida
- Burgruine von Planes
- Kirche Mariä Himmelfahrt
- Johannes-der-Täufer-Kirche
- Franziskuskirche
- Josephskirche
- Christuskapelle
- Rathaus

## Persönlichkeiten
- Juan Andrés (1740–1817), Jesuit und Humanist